# Кіпрська фондова біржа
Кіпрська фондова біржа або CSE (грец. Χρηματιστήριο Αξιών Κύπρου or ΧΑΚ), Європейська фондова біржа, розташована на Кіпрі .

## Історія
CSE була створена відповідно до Кіпрського Закону «Про цінні папери та фондові біржі», який передбачає розвиток ринку цінних паперів на Кіпрі.
Біржа почала свою діяльність з 29 березня 1996 року. У 2006 році вона запустила спільну платформу з Афінською біржею .
Кіпрська фондова біржа є членом Федерації євро-азійських фондових бірж.

## Стратегія диверсифікації
Біржа дозволяє приватним або державним підприємствам розміщувати свої облігації на ринку нових компаній (ECM), а державні компанії, в свою чергу, мають змогу вкладати свої акції на ECM. В обох випадках (перелік акцій або облігацій) біржа також надаватиме код ISIN і суми будуть надсилатися через термінали Bloomberg та Reuters, оскільки вони є офіційними постачальниками фінансових даних .

## Моніторинг
CySEC несе відповідальність за нагляд та контроль всіх операцій з КСЕ, здійсненимя операцій, переліченими компаніями, брокерами та брокерськими фірмами.